# Ramón Pomés
Ramón Pomés Soler (Tarragona, 1868-Barcelona, 1937) fue un periodista, crítico, escritor y traductor español.

## Biografía
Nació en 1868 en Tarragona. Dedicado al periodismo, colaboró en El Somatent de Reus y fue redactor del periódico barcelonés La Vanguardia durante un periodo de unas cuatro décadas. Falleció a finales del mes de junio de 1937 en Barcelona. Padre de la bibliotecaria Carlota Pomés, fue traductor y crítico teatral y musical, además de dramaturgo. Su obra literaria en catalán, cuantitativamente reducida frente a la escrita en castellano, habría sido de mejor calidad que la segunda, insulsa en opinión de Piquer i Jover.